# Bodo Fischer (Politiker)

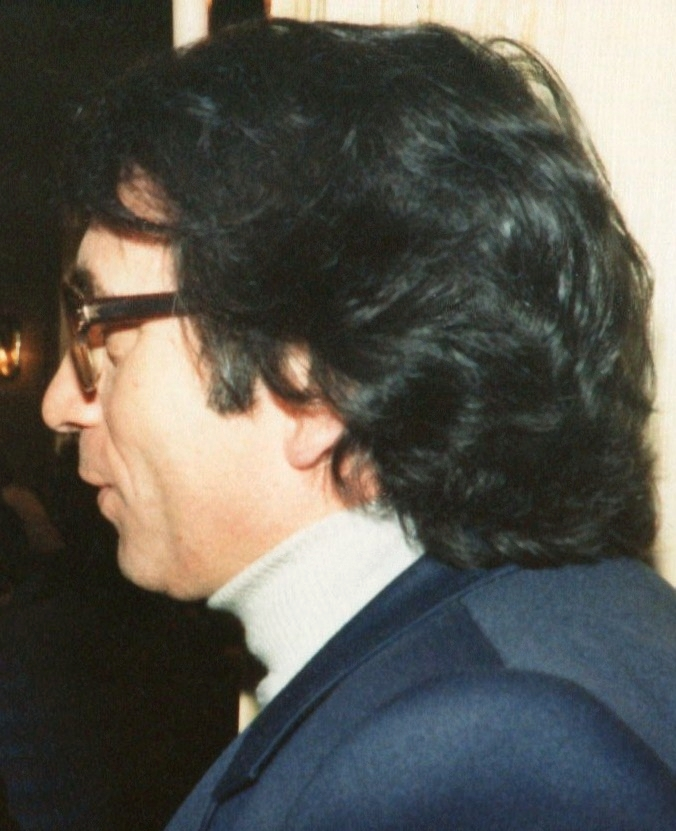
Bodo Fischer um 1970

Siegbert-Bodo Fischer (* 6. Dezember 1935 in Hannover-Herrenhausen) ist ein deutscher Soziologe und ehemaliger Abgeordneter der Hamburgischen Bürgerschaft für die SPD.

## Leben und Wirken
Nach dem Besuch der Volksschule in Altena/Westfalen absolvierte Fischer eine Lehre als Industriekaufmann und blieb in diesem Berufsfeld bis 1956. Er ging nach Hamburg, um von 1956 bis 1959 im Bereich Jugendarbeit tätig zu werden. Von 1959 bis 1961 besuchte er das Sozialpädagogische Institut mit Abschluss Staatsexamen. Anschließend arbeitete er als Jugendbildungsreferent beim CVJM und ab 1969 bei der Evangelischen Akademie Schleswig-Holstein.
Nachdem er von 1968 an Vorlesungen an der Universität Hamburg belegt hatte, bestand er 1973 das Staatsexamen in Erziehungswissenschaft und wurde 1978 Diplom-Soziologe. Von 1973 an arbeitete er als wissenschaftlicher Mitarbeiter bei der Neuen Gesellschaft in Hamburg und stieg dort 1977 zum wissenschaftlichen Leiter und Geschäftsführer auf. Später war er als Berater in Umweltfragen tätig.
Bodo Fischer trat 1965 in die SPD ein. Im SPD-Kreis Hamburg-Nord wurde er in verschiedene Parteifunktionen gewählt. Er gehörte von 1970 bis 1974 der Bezirksversammlung Hamburg-Nord an. Vom 19. Februar 1971, als er aufgrund der Einführung des „ruhenden Mandats“ für Senatoren als einer der nächstberufenen Bewerber in das Parlament kam, bis 1982 saß er als Abgeordneter in der Hamburgischen Bürgerschaft. Er arbeitete vor allem im Kulturausschuss mit und wurde Vorsitzender im Ausschuss für Fragen des Umweltschutzes. Ein wichtiges Thema dort war die Ansiedlung des Projekts Airbus in Hamburg-Finkenwerder. In diesem Zusammenhang wurden Fischer, der in den 1990er Jahren einen Beratervertrag mit der städtischen Realisierungsgesellschaft Finkenwerder GmbH eingegangen war, später politischer Filz vorgeworfen. Er löste den Vertrag schließlich 2002 vorzeitig auf. Im Juni 1977 gehörte er gemeinsam mit Wulf Damkowski, Jan Ehlers, Harro Frank, Hans-Jürgen Grambow, Helga von Hoffmann, Frauke Martin, Lothar Reinhard, Ortwin Runde und Bodo Schümann zu einer Gruppe von zehn SPD-Bürgerschaftsabgeordneten, die im Zusammenhang mit dem Parteiausschluss des Juso-Vorsitzenden Klaus Uwe Benneter in einem Brief an den Parteivorsitzenden Willy Brandt verlangten, dass dieser Parteiordnungsverfahren gegen 56 Hamburger SPD-Mitglieder, die sich mit Benneter solidarisiert hatten, verhindere.